# Clara De Decker
Clara De Decker is een Belgische presentatrice bij radio Klara.
Clara De Decker studeerde woordkunst aan het Koninklijk Conservatorium Antwerpen
In 2017 versloeg ze samen met Katelijne Boon de eerste Koningin Elisabethwedstrijd voor Cello.